# Протасьев, Пётр Данилович

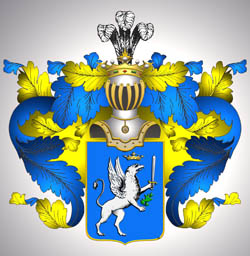
Герб рода Протасьевых

Пётр Дани́лович Прота́сьев (Протасов; Онуфриевич)(?-?) — московский дворянин из рода Протасьевых. Стольник, воевода в Красноярске (1643—1647), в Путивле (1652—54)и в Смоленске (1655).

## Биография
В 1627 году был пожалован в стольники патриаршие,
В 1635 году стал стольником Государевым
С 1643 по 1647 годы — воевода Красноярского острога. Правление его этим острогом ознаменовалось принятием в подданство России некоторой части бурят и построением Удинского острога. Попытки покорения бурят были совершены давно, ещё в 1629 году. Но так как русские в то время не имели здесь опорного пункта, то попытки оставались безрезультатными. Теперь условия изменились: в 1636 был построен Канский острог, а поэтому экспедиция в землю бурят и сама по себе была легче и безопаснее, да и результаты, добытые ею, можно было обеспечить. Принимая это в соображение, Протасьев в 1645 году сделал попытку проникнуть войною из Канска в землю бурят, живущих по реке Уде. Но надежды его не оправдались, и попытка его потерпела неудачу. Однако, чего не удалось ему достигнуть войною, он как нельзя лучше добился через переговоры. Он отправил из Канска казака, чтобы завязать с бурятами переговоры, и дал ему поручение, отправившись из Канска, прибыть во владения бурятского князька Иланко и убедить его покориться вместе со своими подданными. Иданко поддался увещаниям казака, в 1647 году принял, прибыв в Красноярск, присягу на вечное подданство и даже просил поставить острог для защиты его от монголов. Пользуясь обстоятельствами, Протасьев основал Удинский острог, в 415 верстах от Красноярска, по дороге, идущей через Канск. С этих пор Удинск стал служить не только оплотом для защиты бурят от монголов, но и для упрочения здесь русского владычества.
В 1649 году указано было боярину и оружничему Пушкину с товарищами отправиться в посольство к новому польскому королю Яну-Казимиру, а Протасьев назначен был быть при посольстве. 8-го января 1650 года послы со свитой отправились в Варшаву и, договорившись здесь по всем пунктам, стали требовать (как им было тайно поручено), чтобы король послал своего дворянина с царским дворянином из посольства, специально для того назначенным, в Запорожское войско. Там они должны были общими усилиями или поймать, или вытребовать самозванца Анкудинова, который, спасшись ранее в Турции, теперь от султана пробрался в Малороссию и находился при гетман Богдане Хмельницком. Послы добились и этого, и король назначил от себя дворянина Ермолича, со стороны же русских был назначен дворянин Протасьев. Оба они отправились в Киев и, взяв проезжие и другие грамоты от воеводы Киселя и от митрополита, двинулись оттуда в Ямполь, где находился Хмельницкий. 18-го сентября произошло свидание с гетманом. Сколько ни хлопотал Протасьев о выдаче Анкудинова, он не мог уговорить гетмана, так как это противоречило основному правилу казачества: не выдавать того, кто ищет защиты и безопасности у казаков. Не достигнув цели, Протасьев возвратился в Москву.
С 1652 по 1654 году он послан был с князем Хилковым вторым воеводою в Путивль
В 1654 году, во время войны с Польшей, после взятия Смоленска, государь, устроив в нём все дела, направился в Вязьму, оставив в Смоленске воеводами боярина и оружничего Пушкина с братом Степаном Гавриловичем Пушкиным и Петра Даниловича Протасьева.
В 1661 году Протасьев опять был послан в Малороссию. В это время происходят раздоры между Сомко и Золотаренко из-за гетманства. Хотя посланцы из Малороссии и объявили, что выбран Сомко, но избрание это окончательно не прошло ввиду сильной оппозиции со стороны Золотаренко, и было положено отдать дело всецело на усмотрение и волю государя; государь же объявил, что о гетманском избрании будет указ. Тем временем бывший гетман Юрий Хмелыицкий завел сношения с царскими воеводами и обратился к царю с повинною. Чтобы привлечь на свою сторону Хмельницкого, а вместе с ним и всю правую половину Украйны и поразведать почву для подобного дела, был послан дворянин Протасьев. Приехав в Нежин, он имел там свидание с Золотаренко, передал ему царскую грамоту и подарки (соболя), которыми тот стал в свою очередь дарить своих сотников и других начальных людей, уговаривая их служить государю. Одарив Золотарснко, Протасьев приехал к Сомко в Переяславль и во время свидания передал ему письмо государя, в котором тот просил его завести отношения с Юрием Хмельницким и сказать ему, что, если он хочет, пусть переходит на сторону Государя «без всякого для себя опасения, так как увидит милость нашу, получит многое жалованье и честь, а твоя служба забыта никогда не будет». Договорившись об этом деле с Сомко и выведав общее настроение, Протасьев возвратился в Москву.
В 1664 гетман Брюховецкий просил прислать в помощь против поляков Московское войско и Протасьев отправлен был туда с малочисленым (в 400 человек) мало дисциплинированным отрядом, который вскоре разбежался. После этого сам Протасьев продолжал находиться при гетмане, действуя совместно с ним. Так, весною Брюховецкий с Протасьевым посылали из Канева Лубенского полковника Гамалею, успешно действовавшего против поляков, разбившего их и приведшего многих пленных в Канев.
В сентябре 1665 года Брюховецкий отправился в Москву. Протасьев, будучи воеводою в городе Гадяче, не смог удержать в повиновении войско. Дальнейших сведений о Петре Даниловиче Протасьеве не имеется.

## Семья
- Отец — Протасьев, Данило Иванович, стольник, воевода в Шацке (1607) и Касимове (1610)
- Сын — Протасьев, Александр Петрович, окольничий (1692)